# Барбара Краффтувна
Барбара Краффтувна (пол. Barbara Krafftówna; 5 грудня 1928, Варшава — 23 січня 2022) — польська актриса театру, кіно і кабаре.

## Біографія
Барбара Краффтувна народилася 5 грудня 1928 року в Варшаві. Сценічному мистецтву вчилася в Кракові. Дебютувала в театрі в Гдині в 1946 і в кіно в 1953 (роллю у фільмі «Справа, яку треба залагодити»). Актриса театрів в декількох польських містах (Гдиня, Лодзь, Вроцлав, Варшава), співала і грала різні ролі в «Кабаре літніх джентльменів».

## Вибрана фільмографія
- 1953 — Справа, яку треба залагодити / Sprawa do załatwienia — службовець
- 1958 — Попіл і діамант / Popiół i diament — Стефка, наречена Сташека
- 1958 — Дощовий липень / Deszczowy lipiec — Зофія Карпінська
- 1960 — Піковий валет / Walet pikowy — секретарка
- 1960 — Ніхто не кличе / Nikt nie woła — Нюра
- 1961 — Сьогодні вночі загине місто / Dziś w nocy umrze miasto — Іза
- 1962 — Завтра прем'єра / Jutro premiera — Флапця, суфлерка
- 1963 — Як бути коханою / Jak być kochaną — Феліція
- 1964 — Рукопис, знайдений у Сарагосі / Rękopis znaleziony w Saragossie — Камілла, мачуха Пачеко
- 1964 — Спека / Upał — Барбарка
- 1966 — Дон Габріель / Don Gabriel — Флорентина
- 1966—1970 — Чотири танкісти і пес / Czterej pancerni i pies (телесеріал) — Гонората
- 1967 — Неймовірні пригоди Марека Пегуса / Niewiarygodne przygody Marka Piegusa (телесеріал) — мати Марека
- 1968 — Пригода з пісенькою / Przygoda z piosenką — мадам Мішо
- 1969 — Пригоди пана Міхала / Przygody pana Michała — Маковецька
- 1970 — Князь сезону / Książę sezonu — Стефа
- 1971 — Проблемний гість / Kłopotliwy gość — Барбара, дружина Піотровського
- 2006 — Хто ніколи не жив / Kto nigdy nie żył — мати Ярека
- 2009 — Остання акція / Ostatnia akcja — Гога
- 2010 — Мільйон доларів / Milion dolarów — Ханна Вальчак